# Dampoort (Tiel)
De Dampoort was een stadspoort in de Nederlandse stad Tiel.
In 1304 werd de bovenmond van de Linge afgedamd. De hertog van Gelre liet daarom een versterkt bruggenhoofd bouwen - de Dampoort - om de toegang tot de stad vanuit het dorp Zandwijk te controleren.
Als onderdeel van de strijd tussen de Heeckerens en Bronckhorsten nam Reinald van Brederode in 1374 de stad in en uit voorzorg liet hij de dam doorsteken, in de hoop zo een aanval van de Bronckhorsten te voorkomen. Dit leidde echter tot problemen, want het hoge water van de Waal ondermijnde de stadsmuur en de Dampoort, die door het watergeweld instortten.
In de 15e eeuw werd een deel van Zandwijk binnen de ommuring van Tiel gebracht en kreeg de naam Voorstad. De Dampoort kwam nu dus binnen de stadsmuren te liggen. Als nieuwe toegangspoort tot Tiel werd de Zandwijckse Poort gebouwd, die voortaan met de Dampoort in feite als een dubbele stadspoort fungeerde.
In 1726 werd de Dampoort verkocht en afgebroken.
Burcht van Tiel · Burense Poort · Dampoort · Hof van Arkel · Huchtpoort · Strotoren · Tolhuis · Waterpoort · Westluidense Poort · Zandwijckse Poort